# Luis Ernesto Torres
Luis Ernesto Torres (Asunción, 7 novembre 1952) è un ex calciatore paraguaiano, di ruolo centrocampista.

## Carriera

### Club
Giocò nella massima serie paraguaiana con Nacional e Club Olimpia.

### Nazionale
Con la nazionale paraguaiana vinse la Copa América 1979.

## Palmarès

### Club

#### Competizioni nazionali
- Campionato paraguaiano: 3

Olimpia: 1975, 1978, 1979

### Nazionale
- Coppa America: 1

Copa América 1979